# George Somers
George Somers (1554-9 de noviembre de 1610) fue un almirante de la Marina Real Británica, nombrado caballero y miembro del Parlamento británico por sus hazañas en combates navales.
Cerca del final de sus días, Somers fue nombrado Almirante de la Compañía de Virginia. Su fama proviene de su participación en la expedición de saqueo de Caracas y Coro en la provincia de Venezuela en 1595, liderada por Sir Amyas Preston (durante la Guerra anglo-española de 1585-1604).
También es recordado por ser el fundador de la colonia inglesa de Bermudas, que posee el estatus de territorio británico de ultramar en la actualidad.

## Biografía

### Primeros años de vida
Aunque no se conoce su fecha exacta de nacimiento, se sabe que nació en el año 1554, en Lyme Regis, Dorset, en el Reino de Inglaterra. Sus padres eran John Somers y su esposa, cuyo nombre se desconoce. George Somers era el cuarto de cinco hijos de una familia de mercaderes propietaria de una granja, Berne Farm, situada entre el pueblo de Marshwood Vale, de la parroquia de Whitchurch Canonicorum y el camino principal de Charmouth. Walter Raleigh, que llegaría a ser un corsario famoso, fue su vecino y amigo de infancia.

### Inicio de su carrera como marino
Al comienzo de la década de 1560, Somers empezó a trabajar como marino; se cree que pasó sus primeros años en el mar comerciando, mas no ejerciendo de corsario para la Corona británica, pues no hay registros de que estuviese activo como tal antes de 1589. En 1582 se casó con Joan Heywood, de 19 años, quien aportó una dote de 3 casas en Lyme Regis. Los cuantiosos ingresos provenientes del comercio, así como las rentas derivadas de las propiedades de su esposa, le permitieron comprar otras dos granjas cercanas a Whitchurch Canonicorum. Además poseía un  barco, el Julian, que fondeaba en Lyme Regis.
Somers entró en combate por primera vez en 1588, cuando coordinó las defensas de su pueblo natal contra la Armada Invencible española. En el año 1589 se alistó como corsario en la fallida invasión de Portugal liderada por Francis Drake, al mando del Flibcote. Dicha expedición le reportó 8000 libras esterlinas, merced a los navíos abordados en aguas cercanas a las Azores. Este dinero fue empleado por Somers para adquirir una finca cercana a Weymouth. A partir de 1590, tras la muerte de su padre y de su hermano, se hizo a cargo de la empresa comercial familiar y fue nombrado tutor legal de sus sobrinos, Nicholas y Matthew.

### Saqueo de Caracas
En 1595 tras aceptar la proposición de Walter Raleigh, Somers y otro marino que luchó también contra la Armada Invencible, llamado Amyas Preston, emprendieron una expedición de exploración y saqueo a la española isla de Trinidad y al territorio que actualmente es Guayana en búsqueda de El Dorado. Preston, habiéndose separado de Raleigh para atacar Porto Santo (isla cercana a Madeira), decidió emprender una expedición de saqueo propia a lo largo de la costa de la Provincia de Venezuela, perteneciente al Imperio español; a esta se unió Somers. Durante esta expedición, saquearon la isla de Margarita, rica en ostras perlíferas, así como Cubagua y Coche. Cuando la expedición alcanzó Macuto, cercana a Santiago de León (actual Caracas), los corsarios ocuparon la fortaleza de La Guaira, abandonada por sus defensores, que se habían trasladado a Caracas para reforzar las defensas. Poco después repelieron el ataque de unos 50 jinetes españoles que acudieron a su encuentro desde Caracas. Una vez hubieron interrogado al comandante de la fortaleza, que tuvo que quedarse allí por ser anciano e incapaz de viajar con el resto de la guarnición, decidieron marchar con sus tropas a través de los peligrosos  caminos de montaña cercanos a la ciudad. Llegaron allí el 8 de junio.
A partir de este punto, existen versiones contradictorias acerca de lo que sucedió durante el asalto: por una parte, uno de los hombres de Somers, Robert Davie, afirma que unos cuantos jinetes españoles intentaron defender la ciudad, pero que huyeron al verse superados en número (los invasores contaban con 300 soldados, entre arcabuceros y otras tropas), mientras que el informe del capitán Gaspar de Silva a la corona española menciona a un tal Alonso de Ledesma, un anciano que luchó a caballo contra los ingleses, con traje de armadura completo, escudo y lanza. Ledesma intentó combatir en ausencia de la milicia caraqueña, que no pudo responder a tiempo porque se hallaba vigilando el camino principal a la urbe, y creía impracticables dichas rutas de montaña. Después de un breve forcejeo, este hombre fue asesinado de un disparo por los corsarios, quienes decidieron otorgarle una sepultura digna en reconocimiento a su valor. Además, algunos historiadores españoles consideraron que fue Sir Francis Drake, y no Amyas Preston, el líder de los ingleses en el asalto a Caracas. También difieren ambas versiones en lo que respecta a la ayuda para cruzar la sierra caraqueña: Davie afirma que un prisionero de Cumaná fue quien ayudó a los ingleses, y que recobró su libertad una vez los condujo ante Caracas, mientras que Gaspar de Silva afirma que fue un tal Villalpando, un traidor español, quien los asistió en el peligroso viaje. Este fue azotado y ejecutado por traidor a instancias de Preston, según de Silva.
Una vez ocuparon la ciudad, los corsarios negociaron un rescate con las autoridades españolas a cambio de no quemarla: los españoles ofrecieron 2000 ducados, luego 3000, y una última oferta de 4000. Sin embargo, los capitanes ingleses consideraron estas sumas demasiado bajas, y exigieron 30000 ducados como rescate. Este dinero no llegó a pagarse, por ser una suma demasiado elevada para lo que la ciudad podía ofrecer. Por añadidura, supieron mediante los indígenas locales que los españoles querían retrasar las negociaciones, para que los refuerzos militares sorprendieran a los ingleses en Caracas. Así, enfurecidos por la falta de honor de los españoles en las negociaciones, decidieron quemar la ciudad hasta los cimientos y llevarse lo poco que sus habitantes habían dejado en su huida a los bosques cercanos.

Panorámica tomada desde la zona La Silla de Caracas, donde se aprecia parte de Caraballeda a la izquierda, y el valle de Caracas a la derecha.

Posteriormente, ambos corsarios saquearon Coro y se aprovisionaron en cabo Tiburón, situado hoy día en Haití: allí perdieron 80 hombres debido a la disentería, y tuvieron que abandonar dos navíos de su flota en consecuencia. Luego navegaron hacia Jamaica, después hacia las Islas Caimán, y por último sometieron a La Habana a un breve bloqueo naval. Antes de abandonar el mar Caribe, se reencontraron con Raleigh y decidieron acompañarlo de vuelta a Inglaterra vía Terranova. Arribaron a las costas inglesas en septiembre de 1595.

### Carrera política y militar y faceta de colonizador

#### Expedición a las Azores
En 1597, Somers volvió a unirse a Preston y Raleigh para participar en un ataque a las Azores portuguesas, con el objetivo de saquear las islas. Liderada por Robert Devereux, II conde de Essex, y por Walter Raleigh, la expedición fracasó estrepitosamente, salvo por un barco que Somers capturó mientras navegaba de vuelta a Dartmouth.

#### Marina Real Británica y nombramiento como parlamentario
Entre 1600 y 1602, Somers capitaneó varios navíos de guerra británicos, entre ellos el HMS Vanguard, el HMS Swiftsure y el HMS Warspite. Repelió un ataque español a Kinsale en 1601, en la costa sur de Irlanda, al mando del HMS Swiftsure, y atacó de nuevo las Azores como capitán del HMS Warspite en 1602. Al año siguiente, en 1603, fue nombrado sir, y, en 1604, miembro del Parlamento británico por Lyme Regis. Dos años más tarde, en 1606, accedió al cargo de alcalde de dicha localidad. De esta etapa de su vida se tienen noticias acerca de su riqueza personal: un inventario de sus bienes en Berne Manor, la finca donde sería enterrado, menciona camas de lujo, cojines de seda de Damasco, colchas con ricos bordados de la India, y una cara alfombra turca.

#### Almirante de la Compañía de Virginia
En 1609, Somers fue nombrado Almirante de la Tercera Flota de Suministro a Jamestown, una colonia británica en Norteamérica establecida dos años antes. Su misión era llevar suministros a la colonia de Jamestown, que dependía de los envíos de alimentos y otras mercancías desde la metrópoli, en tanto que los colonizadores no habían logrado aún asentarse de forma completamente estable. El 2 de junio de 1609 zarpó de Plymouth, Inglaterra, a bordo del Sea Venture, buque insignia de los siete barcos que componían la flota de suministro. Dicho navío remolcaba además dos pinazas adicionales, y entre todos los barcos transportaban aproximadamente 500 o 600 colonos, cuyo propósito era asentarse en Jamestown para reforzar la economía de la colonia y sus defensas.
Sin embargo, el Sea Venture se vio atrapado por una tormenta el 25 de junio, probablemente un huracán, y se separó del resto de la flota. El navío luchó tres días contra la tormenta. Barcos similares habían sobrevivido a incidentes como este, pero el navío de Somers adolecía de un fallo técnico crucial: era de reciente construcción, y las tablas y estructura de madera no se habían asentado del todo. En consecuencia, el calafateado entre las tablas cedió ante los embates de las olas, y el agua inundó rápidamente la bodega. Tanto los pasajeros como la tripulación se aprestaron a achicar agua, pero sus esfuerzos no dieron resultado. Los cañones del barco fueron arrojados al mar para aliviar el peso y evitar que se hundiera, pero dicha medida tampoco sirvió para detener su hundimiento. Somers se mantuvo al timón durante los tres días que el Sea Venture estuvo atrapado en la tormenta.
El 28 de julio, Somers avistó la costa de Bermuda. La bodega contenía ya nueve pies de agua, y los pasajeros y la tripulación estaban exhaustos a fuerza de achicar el agua del barco. Ante esta situación, Somers dirigió el navío hacia los arrecifes de la isla de Bermuda, para que encallase en vez de hundirse. Así, los 150 pasajeros y tripulantes y un perro que había a bordo pudieron ponerse a salvo en la playa, a la que bautizaron con el nombre de Bahía del Descubrimiento (Discovery Bay en inglés). El resto de la flota, creyendo que el Sea Venture y su carga de pasajeros y mercancías había perecido en la tormenta, continuó su viaje a Jamestown, no sin haber sufrido también daños de cierta consideración.
Durante los 10 meses siguientes, los náufragos sobrevivieron en Bermuda, y además establecieron un pequeño asentamiento; este fue el inicio de lo que hoy es el territorio británico de ultramar de Bermudas. También construyeron dos barcos, el Deliverance y el Patience, a base de materiales locales (cedro de Bermuda) y todo lo que pudieron rescatar del pecio del Sea Venture. Todo ello no se logró pacíficamente: Henry Paines, un caballero que había planeado huir de la isla con otros náufragos, fue ejecutado por Somers cuando se descubrió que planeaba robar parte de la comida del resto de los náufragos para tal fin. Cuando los barcos fueron terminados, Somers zarpó rumbo a Jamestown en mayo de 1610, cargado con comida y otras mercancías que salvaron al asentamiento del abandono, junto a los 142 náufragos supervivientes. Solo gracias a su ayuda y a otra flota de apoyo al mando de Lord Delaware, que arribó a la colonia unos meses más tarde, pudieron los colonos poner fin al largo período de hambruna, epidemias y escasez conocido como "Tiempo de la hambruna" (Starving Time en inglés). Algunos investigadores opinan que lo acontecido tras el naufragio en Bermuda fue lo que inspiró la obra teatral La Tempestad (The Tempest) de Shakespeare.

### Fallecimiento
Somers volvió a Bermuda en el Patience para conseguir más comida, pero falleció allí el 9 de noviembre de 1610, a los 56 años de edad. Aparentemente, pidió ser enterrado en la isla de Bermuda, pero su sobrino Matthew Somers se limitó a extraer su corazón y parte de sus entrañas y a enterrarlos bajo una pequeña cruz de madera. Seguidamente, Matthew preservó el resto del cuerpo en alcohol y lo llevó de vuelta a Inglaterra, donde se le dio sepultura con honores militares en la finca de Berne Manor, cerca de Witchurch Canonicorum. Su esposa falleció en 1618, sin que la pareja hubiera tenido hijos.